# Rhaphidophora spathacea
Espèce
Rhaphidophora spathacea est une espèce de la famille des Araceae.

## Historique
L'espèce Rhaphidophora spathacea est décrite en 1864 à partir de spécimens prélevés en Nouvelle-Guinée avant d'être décrite aussi sous d'autres noms à partir de spécimens de diverses îles d'Océanie comme les Palaos d'où le synonyme Rhaphidophora palauensis.

## Description
Rhaphidophora spathacea est une plante de robustesse et de taille moyenne pouvant tout de même atteindre une hauteur de 15 m. Au stade pré-adulte, elle se développe en colonies terrestres dispersées. Les plantes adultes sont formées de tiges non ramifiées accrochées aux autres plantes. Ces tiges sont lisses, de couleur vert moyen. Elles ont des cataphylles et des prophylles persistantes vertes qui prennent une coloration jaune foncé en séchant et qui se dégradent ensuite en fibres et en restes parcheminés. Les entre-nœuds ont une taille de 1 à 6 cm de long pour 0,4 à 1,5 cm de large. Ces entre-nœuds sont séparés par des cicatrices foliaires proéminentes légèrement obliques. des racines lisses et denses émergent des nœuds et entre-nœuds pour serrer leur portant.
Les tiges fleuries possèdent de très nombreuses feuilles. Les feuilles sont vert foncé et semi-brillantes sur le dessus et vert moyen dessous. Les limbes foliaires de R. spathacea ne sont jamais perforés. Le limbe a une forme ovale à oblong-lancéolé et sa base est arrondie à aiguë tandis que son apex est aigu à acuminé,. Il est aussi légèrement oblique, chartacé à coriace. la taille des limbes est comprise entre 11 et 35 cm de long pour une largeur de 2,5 cm à 18 cm. La nervure médiane est affleurante du côté inférieur. La nervure secondaire est réticulée et surélevée. Le pétiole est en forme de canal long de 8 cm à 53 cm et large de 0,4 cm à 0,8 cm. Le pétiole est lisse avec des mouchetures denses et sombres faibles à plutôt proéminentes. Le geniculum apical est proéminent tandis que le geniculum basal l'est un peu moins.
Il y a une à trois fleurs, chacune sous-tendues par une feuille prophylle chartacée très visible ainsi que plusieurs cataphylles qui sèchent avant la synflorescence. Les fleurs sont de couleur vertes. Le pédoncule varie en taille de mince à épais et de forme cylindrique. La taille de ce pédoncule est de 4 cm à 12 cm de long et de 0,2 cm à 0,8 cm. Le spathe est mince et en forme de canoë de 5 à 13,5 cm de long et de 2 à 2,5 cm de large et de couleur jaune à jaune-vert. Le spadice est robuste, cylindrique, et fixé au pédoncule. Il peut atteindre 16,5 cm. Le stigmate est punctiforme.

## Habitat
On trouve les lianes de l'espèce Rhaphidophora spathacea principalement dans les forêts primaires et secondaires de basse montagne. Ces plantes poussent sur plusieurs types de substrats dont le granite, le calcaire corallien et les sols d'origine volcanique.

## Distribution
On retrouve les plantes de l'espèce R. spathacea en Océanie, principalement en Nouvelle-Guinée sur l'île principale ou même sur l'île Woodlark ou en Nouvelle-Hanovre mais aussi dans les îles océaniennes comme les Palaos ou les États fédérés de Micronésie,,.

## Taxonomie
Le nom correct complet (avec auteur) de ce taxon est Rhaphidophora spathacea Schott.
L'holotype est le spécimen "Nouvelle-Guinée" Zippelius.
Rhaphidophora spathacea a pour synonymes :
- Rhaphidophora apiculata K.Krause
- Rhaphidophora engleri Kaneh.
- Rhaphidophora forbesii Rendle
- Rhaphidophora kanehirae Hatus.
- Rhaphidophora oblongifolia Schott
- Rhaphidophora palauensis Engl. & K.Krause
- Rhaphidophora palauensis Koidz.

Le botaniste britannique Peter C. Boyce place cette espèce Rhaphidophora spathacea dans un groupe comprenant Rhaphidophora guamensis, Rhaphidophora versteegii, Rhaphidophora waria et Rhaphidophora australasica  qu'il nomme « Groupe Spathacea (Hollrungii) ». C'est pour lui, un de ses 9 groupes du genre Rhaphidophora et ce groupe comprend des espèces présentes à Guam, en Australie, Nouvelle-Guinée et Micronésie.